# Guido Schenkendorf

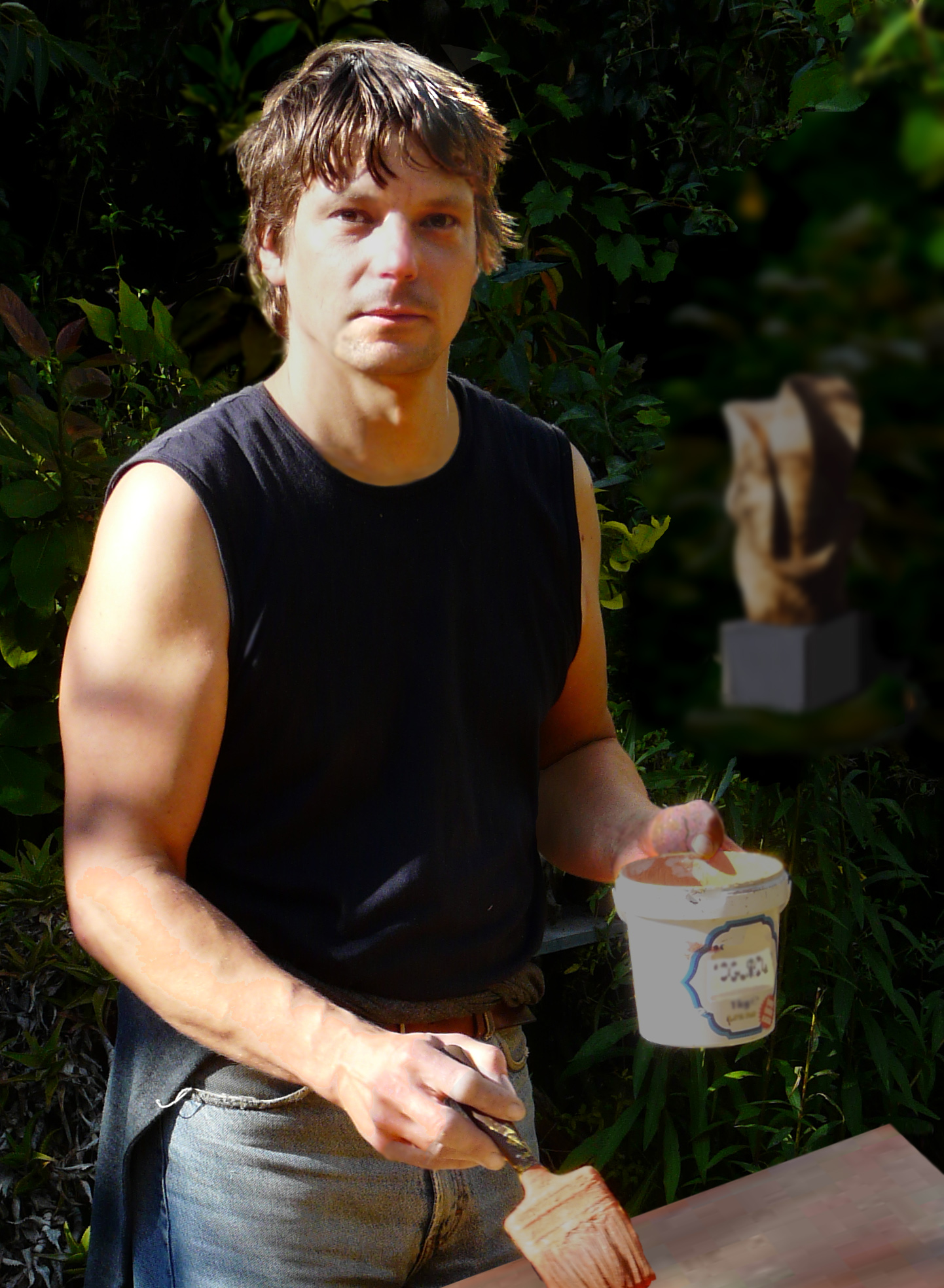
Bildender Künstler Guido Schenkendorf

Guido Schenkendorf (* 16. Dezember 1970) ist ein deutscher Maler und Bildhauer.

## Leben
Guido Schenkendorf begann nach der Lehrzeit 1991 sein Berufsleben in Berlin als Tischler. Die Berliner Handwerkskammer ermöglichte ihm eine Qualifizierung zum Restaurierungstischler. 1999 startete er freiberuflich als bildender Künstler und Holzrestaurator im Land Brandenburg in seinem Atelier in Bardenitz-Pechüle bei Treuenbrietzen. Von 2006 bis 2018 lebte er dann in der Flämingstadt Jüterbog und zog 2019 um ins anhaltische Zerbst an der Elbe zwischen Dessau und Magdeburg.
Sein Schaffen reicht von der Grafik über Acryl- und Pastellgemälde, von Mischtechnik-Arbeiten über Aquarelle bis zu Skulpturen aus Holz und Stein. Lange experimentierte er, um ganz besondere Skulpturformen zu finden, die er schließlich als florale Skulpturen definierte und mit denen er erfolgreich ist. Seine zwei- und dreidimensionalen Themen-Werke umfassen philosophische, sensibel menschliche, persönliche und weltallgemeine Gedankengänge.

## Werke

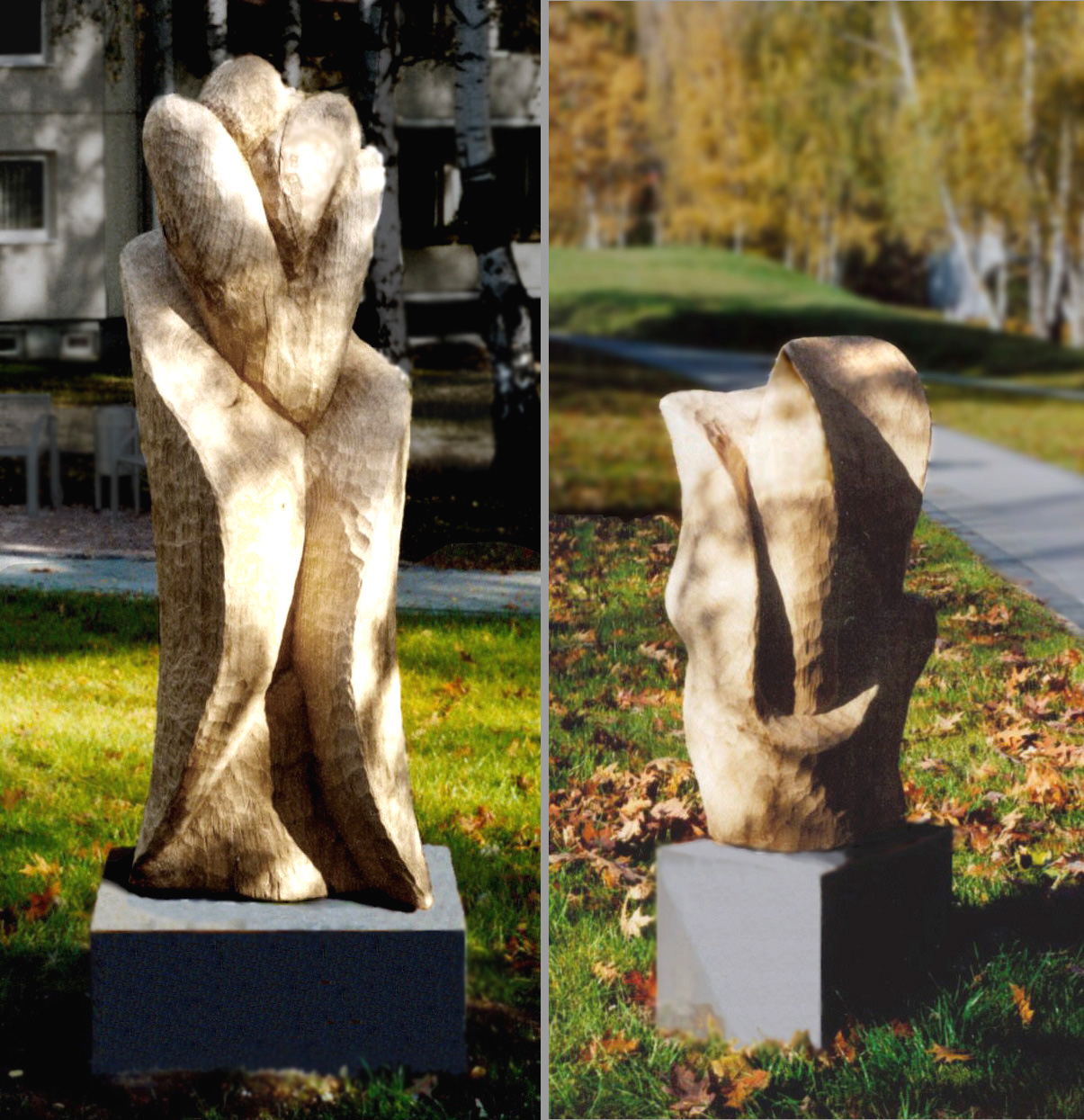
Florale Skulpturen von Guido Schenkendorf in einem Park in Bad Belzig

Bad Belzig:
2005 erhielt Schenkendorf den Zuschlag in einer öffentlichen Ausschreibung für Berliner und Brandenburger Künstler zur Schaffung eines zentralen Blickfangs in einem Belziger Park (Klinkengrund). Er schuf zwei aufeinander abgestimmte, miteinander korrespondierende, florale Holzskulpturen.
Jüterbog:
In Erinnerung an historisch authentische Ereignisse in Jüterbog um den Pferdehändler Hans Kohlhase im 16. Jahrhundert, dessen streitbares Leben später die Grundlage bot für Heinrich von Kleists Novelle Michael Kohlhaas, beauftragte die Stadt Jüterbog 2007 Guido Schenkendorf mit der Gestaltung einer diesbezüglichen Skulptur anlässlich des 1000jährigen Jubiläums der Stadt.
Diese figürliche Skulptur fand ihren Platz in den Arkaden der Gerichtslaube im Eingangsbereich des historischen Jüterboger Rathauses, genau dort, wo ehemals Verhandlungen zwischen den brandenburgischen und sächsischen Kurfürsten zwecks versuchter Beilegung der als Kohlhaas-Fehde in die deutsche Geschichte eingegangenen Streitigkeiten stattfanden.
Weitere Skulpturen von Guido Schenkendorf befinden sich im Naturpark Nuthe-Nieplitz in Bardenitz und in Fürstenwalde/Spree im dortigen Zoo.

## Einzelausstellungen
Auswahl

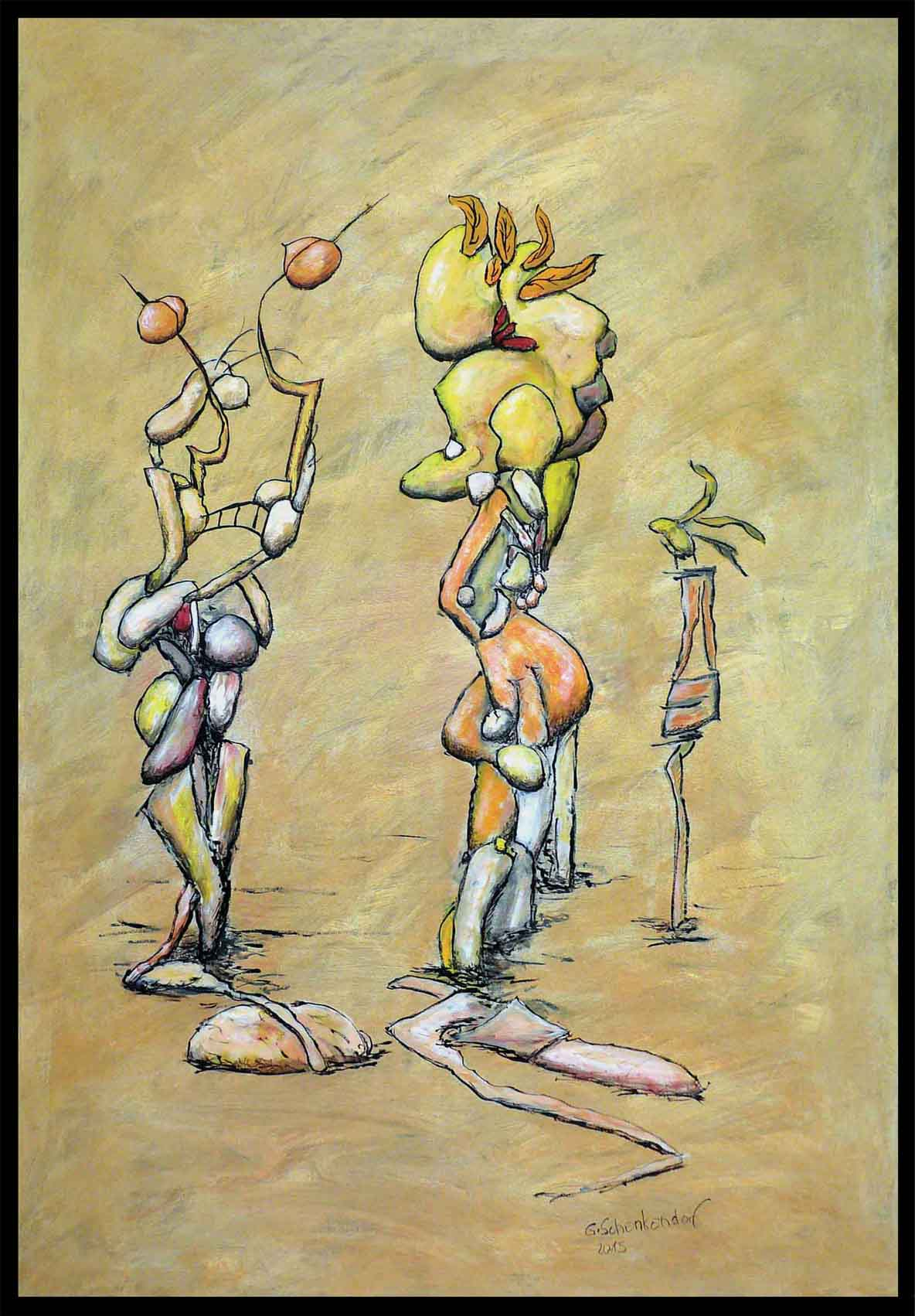
Die Situation nimmt ständig zu, Gemälde von Guido Schenkendorf (Acryl)

- 2002/2003: Malerei und Skulpturen, Landtag Brandenburg 10. Dezember 2002 bis 10. Januar 2003
- 2004: Brandenburger Landschaftsmalerei und Skulpturen, Brandenburger Sommerabend der Landesregierung auf dem Krongut Bornstedt unter dem Motto Märkische Landschaften und Gärten, Presseinformation der Staatskanzlei vom 17. Juni 2004[4]
- 2004: Bildhauer und Maler Guido Schenkendorf, Kunstgalerie Burg Beeskow, Beeskow[5]
- 2001: Ausstellung zu den Kulturfesttagen, im Francisceum in Zerbst/Anhalt
- 2010: Natur und Licht, Niederlausitz-Museum, Luckau[6]
- 2011: Kunst von Guido Schenkendorf, Salzkirche Tangermünde
- 2012: Bilder und Skulpturen, Volksbank Stendal[7]
- 2013: Kulturquartier Mönchenkloster Jüterbog[8]
- 2013: Abstrakte Romantik, Altes Schloss in Baruth[9]

## Ausstellungsbeteiligungen
Auswahl
- 2010: Klangkunsthöfe Bärwalde bei Dresden[10]
- 2007: Umbruch – Wandel – Aufbruch, Holzbildhauersymposium, Kreishaus Luckenwalde[11][12]
- 2005: Ausstellung auf Schloß Neuhardenberg zur Verleihung des Brandenburgischen Kunstpreises mit Werken der Preisträger und ausgewählter Werke anderer Bewerber, Märkische Oderzeitung Online Schaufenster kultureller Vielfalt am 9. Oktober 2005, Print 11. Oktober 2005.
- 2004: Ausstellung in der Galerie am Neuen Palais in Potsdam, Eröffnung mit Kunstauktion zum 13. Galeriefest am 3. Juli 2004